# Theatricals
Theatricals (em português, Teatrais) é um livro contendo duas peças de Henry James publicado em 1894. As peças, Tenants e Disengaged, falharam na produção; portanto, James juntou-as em um só livro com um prefácio sobre seu insucesso com o teatro. Publicou no ano seguinte uma sequência com mais duas peças, Theatricals: Second Series.